# No Skin Off My Ass
No Skin Off My Ass ist ein kanadisch-deutscher Queercore-Film aus dem Jahr 1990. Er ist der erste abendfüllende Film von Bruce LaBruce und gehört zum frühen New Queer Cinema.

## Handlung
No Skin Off My Ass spielt in Torontos Underground-Szene der 1990er Jahre. Bruce LaBruce übernimmt die Hauptrolle als Punk-Friseur. Nachdem er die Titelsequenz von That Cold Day in the Park (von Robert Altman) gesehen hat, geht er in einen nahgelegenen Park. Er trifft einen heruntergekommenen Skinhead, der anscheinend stumm ist und nimmt ihn mit nach Hause. Der Punk lässt ihm ein Bad ein, zieht ihn aus, badet ihn und sperrt ihn schließlich im Schlafzimmer ein. Der Skinhead entkommt und findet Zuflucht bei Jonesy, der Schwester des Punk-Friseurs. Sie dreht gerade einen queeren Undergroundfilm und setzt den Skinhead sofort für die Dreharbeiten ein.

## Produktion
No Skin Off My Ass, wurde auf Super 8 gedreht und geschnitten. Die Dialoge wurden nachträglich nicht lippensynchron eingesprochen. Die Queere Underground-Szene Torontos war direkt in die Dreharbeiten einbezogen. Jonesy wird von G.B. Jones gespielt, der Herausgeberin queerer Punk Fanzines. Der Original-Soundtrack stammt von Punkbands wie Frightwig und Beefeater. No Skin Off My Ass wurde 2023 durch den deutschen Verleih Salzgeber digital restauriert.

## Rezeption
Michael-Oliver Harding meint in Slate, No Skin Off My Ass sei eine queere Version des Psychofilms That Cold Day in the Park von Robert Altman aus dem Jahr 1969. Anlässlich der Bruce LaBruce-Retrospektive 2024 heißt es im Katalog: „LaBruces kühner, auf groben 8mm-Material gedrehter Debütfilm No Skin Off My Ass (1991) gilt als eines der Hauptwerke des New Queer Cinema, der großen Erneuerungsbewegung des schwul-lesbischen Kinos in Nordamerika und Großbritannien. Schon hier ist seine Handschrift als Filmemacher klar erkennbar: eine transgressive Mischung aus Stilelementen des Independent-Kinos und einer dezidiert schwulen Pornoästhetik.“

## Festivals
- 1991: Frameline: San Francisco International LGBTQ Film Festival
- 1991: Outfest: Los Angeles Gay & Lesbian Film Festival
- 2001: Queer Lisboa
- 2016: Chéries-Chéris